# Марсел Гросман
Марсел Гросман (на унгарски: Grossman Marcell) (Marcel Grossmann) е унгарски математик от еврейско потекло, приятел и съученик на Алберт Айнщайн. Той става професор по математика във Федералния политехнически институт в Цюрих, специализирайки се в дескриптивната геометрия.
Марсел Гросман е човекът, който подчертава пред Айнщайн особеното значение и важност на елиптичната геометрия (един от видовете неевклидови геометрии, частен случай на римановата), която била важна стъпка в развитието на айнщайновата обща теория на относителността. В книгата си Subtle is the Lord: The science and the life of Albert Einstein Абрахам Пейс загатва, че именно Марсел Гросман въвежда Айнщайн в теорията на тензорите.
Общността на относителността почита приноса към физиката на Гросман, организирайки на всеки три години срещи в памет на Марсел Гросман.
|  | Тази страница частично или изцяло представлява превод на страницата Marcel Grossmann в Уикипедия на английски. Оригиналният текст, както и този превод, са защитени от Лиценза „Криейтив Комънс – Признание – Споделяне на споделеното“, а за съдържание, създадено преди юни 2009 година – от Лиценза за свободна документация на ГНУ. Прегледайте историята на редакциите на оригиналната страница, както и на преводната страница, за да видите списъка на съавторите. ВАЖНО: Този шаблон се отнася единствено до авторските права върху съдържанието на статията. Добавянето му не отменя изискването да се посочват конкретни източници на твърденията, които да бъдат благонадеждни. |